# 进安镇
32°38′22″N 103°34′50″E / 32.63944°N 103.58056°E
进安镇位于中国四川省松潘县中部，海拔2849.5米，为松潘县人民政府驻地。南距成都350公里，国道213线贯穿全镇。总面积2平方公里，2009年人口12361人。进安镇历史悠久，自古以来就是川西北地区的门户之一。进安镇旅游资源丰富，有松潘古城等古迹。2019年12月，撤销进安回族乡、牟尼乡、大寨乡，将原进安回族乡、原牟尼乡和原大寨乡俄寨村所属行政区域划归进安镇管辖。

## 行政区划
现辖：
进安镇社区、金坑坝社区、岷山第一村、岷山第二村、中江第一村、中江第二村和南街村。